# Уайтснейк
 Тази статия е за групата „Уайтснейк“.  За техния едноименен албум вижте Whitesnake (албум).  
„Уайтснейк“ (на английски: Whitesnake) е рок група, формирана в Мидълзбро, Англия през 1978 г. от вокалиста Дейвид Ковърдейл след напускането му от „Дийп Пърпъл“.
Ранното творчество на групата е сравнявано от музикалните критици с това на „Дийп Пърпъл“, постепенно обаче музиката на групата започва да се придвижва към по-търговски достъпен хардрок стил. До края на 80-те търговският развой на „Уайтснейк“ се променя и те издават поредица от албуми, които влизат в Топ 10 на британските албуми сред които Ready an` Willing (1980), Come an' Get It (1981), Saints & Sinners (1982) и Slide It In (1984), последният от които е първият техен албум, който влиза в „Билборд 200“ в САЩ и по-късно става два пъти платинен там.
Албумът им от 1987 г. Whitesnake е техният най-голям комерсиален успех в световен мащаб, съдържащ два основни сингъла Here I Go Again и Is This Love, които достигат номер 1 и 2 в „Билборд Хот 100“. През 1988 г. групата е номинарана за наградата Brit Awards в категорията за най-добър британски изпълнител. Slip of the Tongue (1989) е също успешен албум на „Уайтснейк“, достигайки до Топ 10 в САЩ и Великобритания и също така става два пъти платинен в САЩ. Скоро след издаването на Slip of the Tongue групата се разделя, като през 1994 г. се събира за издаването на студийния Restless Heart (1997).
Официално „Уайтснейк“ е реформирана през 2002 г. с последвали турнета и издаване на албумите Good to Be Bad (2008) и Forevermore (2011). През 2005 г. групата е класирана на 85 място сред най-добрите хардрок групи от „Ви Ейч Уан“.

## История
В края на 1976 г. Дейвид Ковърдейл напуска „Дийп Пърпъл“ след продължителни разногласия с други членове на групата: Глен Хюз (бас китара, вокал) и Ричи Блекмор (соло китарист, лидер). Започва солова кариера и издава два успешни самостоятелни албума: „David Coverdale-Whitesnake“ и „Northwinds“.
Вокалистът привлича за кратко като бас китарист Роджър Глоувър и още две бивши легенди на Дийп Пърпъл – клавиристът Джон Лорд и барабанистът Иън Пейс. Когато през 1984 г. Пърпъл е възстановена, Лорд и Пейс напускат „Уайтснейк“.
Амбициозният Ковърдейл прави прецизна селекция на редица перфектни музиканти. Саундът на групата се променя качествено и съставът издава през пролетта на 1987 г. нов албум Whitesnake, чиито песни, като Here I Go Again, заемат челни позиции в музикалните класации на САЩ.
Харизматичното сценично присъствие на Дейвид оценяват редица авторитетни музикални издания, в които аудиторията му отрежда водещо място по сексапил като рок-музикант. Характерната дълбока и дрезгава бленда открояват спецификата и колорита на гласа му, изключително съчетание от чувственост, мощ и динамична агресивност. Този характерен стил белязва и „Уайтснейк“.

## Уайтснейк в България
Първото гостуване на „Уайтснейк“ в България е през 1997 г. в София. Повтарят гостуването си през 2003 г. През лятото на 2006 г. изнасят концерт в Каварна. На 4 юли 2008 г. свирят отново в София заедно с други британски легенди – „Деф Лепард“. На 8 юли 2011 г. взимат участие и във фестивала Sofia Rocks, заедно с хедлайнерите „Джудас Прийст“ и останалите групи – „Слейд“, „Саксън“ и „Майк енд дъ Механикс“.
- 1997 София – Зимен дворец на спорта
- 2003 София – Стадион „Академик“
- 2006 Каварна – Стадион „Каварна“
- 2008 София – Стадион „Академик“
- 2011 София – Стадион „Българска Армия“
- 2015 София – Зала „Арена Армеец“
- 2019 Пловдив – Hills of Rock

## Състав
- Дейвид „Джак“ Ковърдейл – основател и фронтмен
- Роджър Глоувър – бас китара – 1977
- Делисли Харпър – бас китара – 1977
- Саймън Филипс – ударни – 1977
- Тим Хънкли – клавишни – 1977
- Пит Соли – клавишни – 1978
- Мики Муди – китара (1977 – 1984)
- Дейвид Даул – ударни (1978 – 1979)
- Бърни Мардсън – китара (1978 – 1982)
- Нийл Мъри – бас китара (1978 – 1983)
- Иън Пейс – ударни (1978 – 1984)
- Джон Лорд – клавишни (1978 – 1984)
- Мел Гали – китара и вокал (1982 – 1984)
- Кози Пауъл – ударни (1984 – 1986)
- Колин Хочкинсън – бас китара – 1984
- Ричард Бейли – клавишни – 1986
- Джон Сайкс – китара (1984 – 1986)
- Вивиан Кемпбъл – китара – 1986
- Дон Еъри – клавишни – 1987
- Адриан Ванденберг – китара – (1980 – 1998)
- Бил Куомо – клавишни – 1987
- Стийв Вай – китара – 1989
- Дъг Олдрич – китара – 2002 – 2014
- Томи Олдридж – ударни – 1989; 2003 – 2007; 2013 –
- Руди Сарсо – бас китара – 1989
- Гуй Прат – бас китара – 1997
- Дени Кармаси – ударни – 1997
- Брет Тугъл – клавишни – 1997
- Тони Франклин – бас китара – 2000
- Дъг Бози – китара – 2000
- Ърл Слик – китара – 2000
- Дилън Въджън – китара – 2000
- Марко Мендоса – бас китара – 2000
- Дерик Хайланд – клавишни – 2000
- Майк Финиган – клавишни – 2000
- Тони Франклин – бас китара – 2000
- Юрая Дъфи – бас китара – (2005 – 2011)
- Майкъл Девин – бас китара – (2011 –)
- Крис Фрейзър – Барабани – (2007 – 2011)
- Брайън Тичи – Барабани – (2011 – 2013)
- Джоел Хоукстра – китара – (2014 – )

David Coverdale „Whitesnake“ 1977
David Coverdale (vocals)
Micky Moody (guitar)
Roger Glover (keyb/bass)
Delisle Harper (bass)
Simon Phillips (drums)
Tim Hinkley (keyboards)
Ron Aspery (saxophone)
Helen Chappelle (b.vocals)
Barry St John (b.vocals)
Liza Strike (b.vocals)
David Coverdale „Northwinds“ 1978
David Coverdale (vocals)
Micky Moody (guitar)
Roger Glover (bass)
Simon Phillips (drums)
Delisle Harper (bass)
„Snakebite“ 1978
David Coverdale (vocals)
Micky Moody (guitar)
Bernie Marsden (guitar)
Neil Murray (bass)
David Dowle (drums)
Pete Solley (keyboards)
„Trouble“ 1978
David Coverdale (vocals)
Micky Moody (guitar/vocals)
Bernie Marsden (guitar/vocals)
Neil Murray (bass)
David Dowle (drums)
Jon Lord (keyboards)
„Lovehunter“ 1979
David Coverdale (vocals)
Micky Moody (guitar)
Bernie Marsden (guitar)
Neil Murray (bass)
David Dowle (drums)
Jon Lord (keyboards)
„Ready and Willing“ 1980
David Coverdale (vocals)
Micky Moody (guitar)
Bernie Marsden (guitar)
Neil Murray (bass)
Ian Paice (drums)
Jon Lord (keyboards)
„In the Heart of the City“ 1980
David Coverdale (vocals)
Micky Moody (guitar)
Bernie Marsden (guitar)
Neil Murray (bass)
Jon Lord (keyboards)
Ian Paice (drums)
David Dowle (drums)
Tommy Funderburk (vocals)
Beth Anderson (vocals)
Maxine Waters (vocals)
„Come and Get It“ 1981
David Coverdale (vocals)
Micky Moody (guitar)
Bernie Marsden (guitar)
Neil Murray (bass)
Ian Paice (drums)
Jon Lord (keyboards)
„Saints and Sinners“ 1982
David Coverdale (vocals)
Micky Moody (guitar)
Bernie Marsden (guitar)
Neil Murray (bass)
Ian Paice (drums)
Jon Lord (keyboards)
Mel Galley (b.vocals)
„Slide It In“ 1984
David Coverdale (vocals)
Micky Moody (guitar)
Mel Galley (guitar/vocals)
Colin Hodgkinson (bass)
Cozy Powell (drums)
Jon Lord (keyboards)
Fabulosa Brothers (b.vocals)
The Big 'Eads (b.vocals)
„Whitesnake“ 1987
David Coverdale (vocals)
John Sykes (guitar)
Neil Murray (bass)
Aynsley Dunbar (drums)
Bill Cuomo (keyboards)
Don Airey (keyboards)
Adrian Vandenberg (guitar)
„Slip of the Tongue“ 1989
David Coverdale (vocals)
Steve Vai (guitar)
Rudy Sarzo (bass)
Tommy Aldridge (drums)
Glenn Hughes (b. vocals)
Richard Page (b. vocals)
„Coverdale/Page“ 1993
David Coverdale (vocals)
Jimmy Page (guitars)
Jorge Casas (bass)
Ricky Phillips (bass)
Denny Carmassi (drums)
John Harris (harmonica)
Lester Mendez (keyboards)
„Greatest Hits“ 1994
„Restless Heart“ 1997
David Coverdale (vocals)
Adrian Vandenberg (guitar)
Guy Pratt (bass)
Denny Carmassi (drums)
Brett Tuggle (keyboards)
Elk Thunder (harmonica)
„Starkers in Tokyo“ 1997
David Coverdale (vocals)
Adrian Vandenberg (guitar)
„Into the Light“ 2000
David Coverdale (vocals)
Doug Bossi (guitar)
Earl Slick (guitar)
Dylan Vaughan (guitar)
Marco Mendoza (bass)
Denny Carmassi (drums)
Derek Hilland (keyboards)
Mike Finnigan (organ)
Tony Franklin (bass)
„Good To Be Bad“ 2008
David Coverdale (vocals)
Doug Aldrich (guitar)
Reb Beach (guitar)
Uriah Duffy (bass)
Timothy Drury (keyboards)
Chris Frazer (drums)
„Forevermore“ 2011
David Coverdale (vocals)
Doug Aldrich (guitar)
Reb Beach (guitar)
Michael Devin (bass)
Brian Tichy (drums)

## Дискография

### Албуми
- 1978 „Snakebite“
- 1978 „Trouble“
- 1979 „Lovehunter“
- 1980 „Ready an` Willing“
- 1980 „Live at Hammersmith“, Сборен албум
- 1980 „Live in the Heart of the City“
- 1981 „Come an` Get it“
- 1982 „Saints & Sinners“
- 1984 „The Early Years“ (1978 – 1984)
- 1984 „Slide It In“
- 1987 „Whitesnake“
- 1989 „Slip of the Tongue“
- 1994 „Whitesnake's Greatest Hits“, Сборен албум
- 1998 „Once Bitten...“ – издаден само в Япония
- 1997 „Restless Heart“
- 1997 „Starkers in Tokyo“
- 2000 „Into the Light“
- 2000 „20th Century Masters“
- 2002 „Rarities“
- 2004 „Live...In The Still Of The Night“
- 2006 „Live: In The Shadow Of The Blues“ (live double CD/DVD)
- 2008 „Good to Be Bad“
- 2011 „Forevermore“
- 2011 „Live At Donington 1990“
- 2015 „The Purple Album“

### Избрани сингли
- Fool for Your Loving (1980 и 1989)
- Here I Go Again (1982 и 1987)
- Crying in the Rain (1982 и 1987)